# Tarhan Tower Airlines

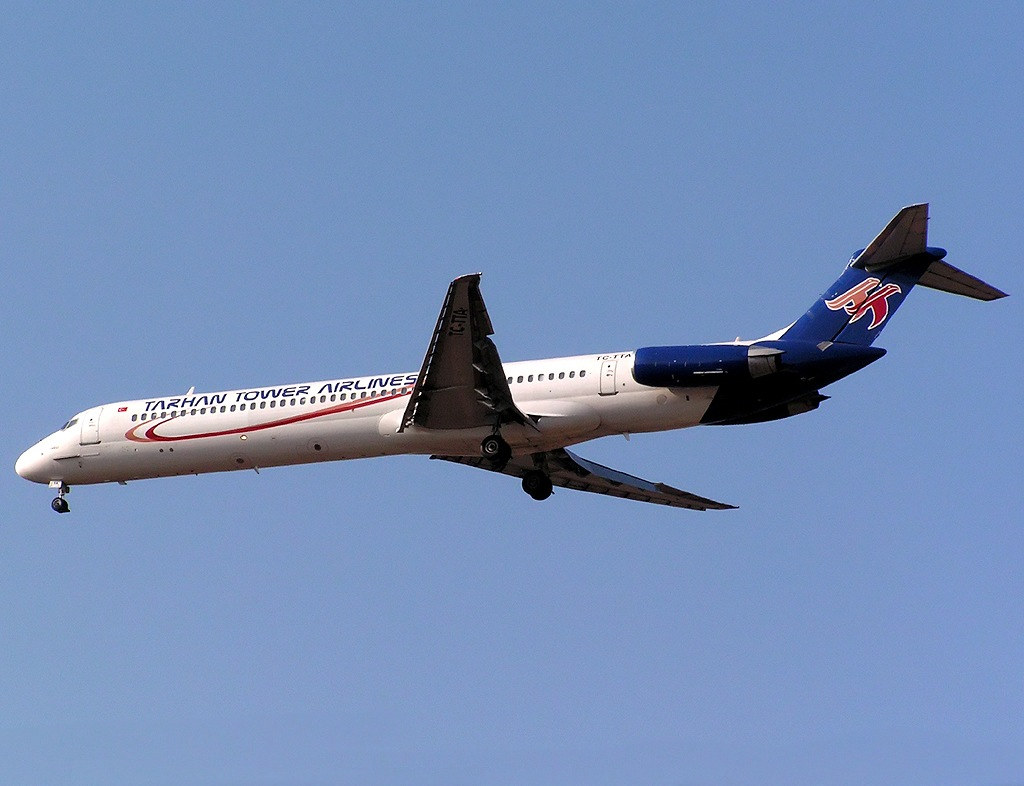
Літак McDonnell Douglas MD-82 (TC-TTA) в Аеропорту імені Бен-Гуріона в Тель-Авіві

Tarhan Tower Airlines (спочатку TT airlines, також відома як Tarhan Air) — турецька авіакомпанія, яка займалася чартерними пасажирськими перевезеннями. Базовий аеропорт авіакомпанії — Стамбульський аеропорт імені Ататюрка.
Авіакомпанія була заснована у 2005 році. Польоти почала в квітні 2006 на орендованому літаку McDonnell Douglas MD-82. У планах було взяти в оренду два Boeing 737.
Після катастрофи з MD-83 були проведені перевірки турецьких авіакомпаній. У грудні 2007 року польоти Tarhan Tower Airlines були припинені після виявлення проблем в технічному обслуговуванні оператора. В результаті авіакомпанія була позбавлена сертифіката і припинила свою діяльність.

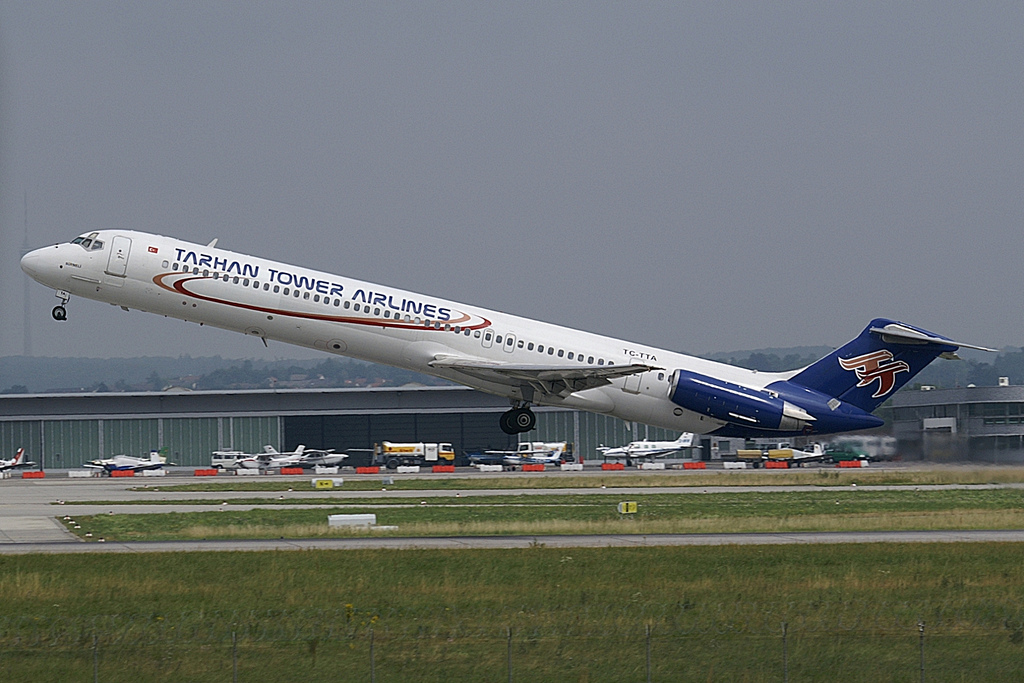
Літак MD82 (TC-TTA) в липні 2006 року

## Флот
Восени 2007 року флот складався з двох MD-82 (TC-TTA і TC-TTB).